# エア・バディ
『エア・バディ』（原題：Air Bud）は、アメリカ合衆国とカナダの合作による1997年のスポーツコメディ映画。チャールズ・マーティン・スミス監督。
バスケットボールのフープを撃つバディとして現れる実在の犬エアバディ、交配されたゴールデン・レトリバーを中心としたフランチャイズを引き起こした。この映画は経済的に成功し、最初の週末に400万ドル、推定300万ドルの予算に対して合計2780万ドルを稼ぎだした。

## キャスト
| 役名       | 俳優                    | 日本語吹替 |
| ---------- | ----------------------- | ---------- |
| ジョッシュ | ケヴィン・ゼガーズ      | 高山みなみ |
| ジャッキー | ウェンディ・マッケナ    | 杉村理加   |
| パーカー   | スティーヴン・E・ミラー | 田村三郎   |
| 裁判長     | エリック・クリスマス    | 益富信孝   |
| ノーム     | マイケル・ジェッター    | 岩崎ひろし |
| アーサー   | ビル・コッブス          | 岡部政明   |

## 続編とスピンオフ
続編
- エア・バディ2（1999年）題材：アメフト
- 2002 ワンワンカップ（2000年）題材：サッカー
- スーパードッグ エア・バディ/ベースボールで一髪逆転!（2002年）題材：野球
- スーパードッグ エア・バディ/ビーチバレーで危機一髪!（2003年）題材：ビーチバレー

スピンオフ『バディーズ』- バディの子犬5匹が主人公
- エア・バディーズ（2006年・日本未公開)
- スノー・バディーズ/小さな5匹の大冒険（2008年）題材：犬ぞり
- スペース・バディーズ/小さな5匹の大冒険（2009年）題材：宇宙飛行
- サンタ・バディーズ/小さな5匹の大冒険（2009年）題材：クリスマス
- ゴースト・バディーズ/小さな5匹の大冒険（2011年）題材：ハロウィン
- トレジャー・バディーズ/小さな5匹の大冒険（2012年）題材：トレジャーハンター（エジプト）
- スーパー・バディーズ（2013年・日本未公開）：スーパーヒーロー（完結作）